# جیمز استفنسون
جیمز استفنسون (انگلیسی: James Stephenson؛ ‏ ۱۴ آوریل ۱۸۸۹ – ۲۹ ژوئیهٔ ۱۹۴۱) بازیگر اهل بریتانیا بود. وی بین سال‌های ۱۹۳۷ تا ۱۹۴۱ میلادی فعالیت می‌کرد.
از فیلم‌های او می‌توان به بو ژست و جنایت بی‌نقص اشاره نمود.